# William Alves de Oliveira
William Alves de Oliveira (Juiz de Fora, 1991. december 7. –) brazil labdarúgó, csatár. Az indiai Sreenidi Deccan játékosa.

## Pályafutása

### Botafogo
William Alves pályafutását a brazil Botafogo csapatában kezdte. A Botafogo színeiben egy Copa Sudamericana mérkőzésen mutatkozott be a kolumbiai Independiente Santa Fe ellen. Ezen a találkozón William szerezte az egyenlítő gólt. A mérkőzés 1–1-es döntetlennel zárult.

### AS Trenčín
William Alves 2013 telén érkezett az AS Trenčín csapatához, és három és fél éves szerződést írt alá. 2013. január 26-án mutatkozott be a klub színeiben egy felkészülési mérkőzésen a cseh SFC Opava ellen. 2013. március 2-án játszotta első tétmérkőzését a Trenčínben, a Spartak Myjava elleni bajnoki találkozón, amikor a 77. percben csereként lépett pályára. A 2013–14-es téli átigazolási időszakban a Botafogo és az AS Trenčín közötti nézeteltérés miatt távozott a klubtól.

### MŠK Žilina
William Alves 2014 januárjában hároméves szerződést írt alá a szintén Corgoň ligás MŠK Žilinával. Március 1-jén, korábbi csapata, az AS Trenčín elleni bajnoki mérkőzésen góllal mutatkozott be tétmérkőzésen a Žilina színeiben, amelyet 2–1-re elveszítettek. 2015. augusztus 6-án a 120. percben szerzett találatával a Žilina bejutott az Európa-liga rájátszásába, miután legyőzte az FC Vorszkla csapatát. Két héttel később William duplázott az Athletic Bilbao elleni rájátszás első mérkőzésén, amelyet a Žilina 3–2-re megnyert, miután 0–2-es hátrányból fordított.

### Kayserispor
2016 januárjában a török Kayserispor csapatához igazolt.